# Lenguas sabánicas
Las lenguas sabánicas, lenguas Volta-Congo septentrionales, lenguas gur-Adamawa constituyen una rama de las lenguas Níger-Congo que incluye la mayor parte de varios de los grupos postulados originalmente postulados por Joseph Greenberg y que el denominó Gur y Adamawa-Ubangui.
La rama sabánica constituye una reformulación casi completa de la propuesta original de Greenberg, aunque muchos autores siguen usando los nombres tradicionales, a pesar de que varios de ellos parecen insostenibles como unidades filogenéticas, por esa razón se optó por dar un nombre nuevo a todo el grupo de las lenguas de acuerdo con la nueva clasificación.

## Clasificación
La relación filogenética entre lo que para Greenberg y otros eran ramas diferentes dentro del Níger-Congo fue establecida en el trabajo de Kleinewillinghöfer (1996) y subsiguientemente fue aceptada por muchos investigadores que revisaron dicho trabajo. Posteriormente al trabajo de Kleinewillinghöfer otros autores han señalado que el grupo gur y el grupo Adamawa no eran sostenibles como unidades filogenéticas coherentes, por lo que muchos de sus subgrupos han sido renombrados y reclasificados dentro de las lenguas sabánicas. Por ejemplo entre las lenguas Adamawa parecen existir varias agrupaciones filogenéticas reconocibles relacionables con el gur. Dentro de las lenguas gur, sólo el núcleo central de la propuesta (llamado gur central) parece sostenible como unidad filogenética, aunque es posible que pueda demostrarse el parentesco de algunas lenguas periféricas estuvieran relacionadas entre sí o con el núcleo central.
Kleinewillinghöfer et al. (2012) señalan que una reconstrucción de las clases nominales del proto-gur central necesitan incluir algunos grupos Adamawa. de ahí que la división bipartida en una rama gur y una rama Adamawa no parece filogenéticamente correcta. Además las lenguas senufo (consideradas por Greenberg como parte del gur) o las lenguas fali (consideradas como parte del Adamawa) se consideran ahora lenguas ajenas a las lenguas sabánicas, ya que parecen divergir mucho del resto de lenguas Volta-Congo.
Dimmendaal (2008) rechaza la posibilidad de que las lenguas Ubangui sean consideradas parte de la familia Níger-Congo, considerando que

"probablemente constituyen una familia lingüística independiente para la que no puede demostrarse el parentesco con las lenguas Níger-Congo (o cualquier otra familia)"

Aparte de esa excepción, Dimmendaal señala que las lenguas sabánicas

"son un grupo genéticamente relacionado demostrable más allá de toda duda. La evidencia no es sólo de tipo léxico, y se basa fundamentalmente en toda una serie de morfemas gramaticales cognados."

### Clasificación interna
Una clasificación conservadora de las lenguas sabánicas (eso significa que podría demostrarse en el futuro relaciones entre algunas de las ramas propuestas) es la siguiente:

| Savannas | \| \| Gur central \| \| \| \| \| \| Kulango ("Kulango–Lorhon": ex-Gur) \| \| \| \| \| \| Bariba ("Baatonũ": ex-Gur) \| \| \| \| \| \| Vyemo (ex-Gur) \| \| \| \| \| \| Tyefo (ex-Gur) \| \| \| \| \| \| Wara–Natyoro (ex-Gur) \| \| \| \| \| \| Tusya ("Win": ex-Gur) \| \| \| \| \| \| Chamba–Mumuye o Leko-Nimbari (ex-Adamawa: G2, G4, G5, G12) \| \| \| \| \| \| Mbum–Day (ex-Adamawa: G6, G13, G14, & Day) \| \| \| \| \| \| Bambúquico (ex-Adamawa: G7, G9, G10) \| \| \| \| \| \| Waja-Kam (ex-Adamawa: G1, G8) \| \| \| \| \| \| ? Baa (ex-Kwa) \| \| \| \| \| \| Gbaya (ex-Ubangui) \| \| \| \| |
|          | \| \| Gur central \| \| \| \| \| \| Kulango ("Kulango–Lorhon": ex-Gur) \| \| \| \| \| \| Bariba ("Baatonũ": ex-Gur) \| \| \| \| \| \| Vyemo (ex-Gur) \| \| \| \| \| \| Tyefo (ex-Gur) \| \| \| \| \| \| Wara–Natyoro (ex-Gur) \| \| \| \| \| \| Tusya ("Win": ex-Gur) \| \| \| \| \| \| Chamba–Mumuye o Leko-Nimbari (ex-Adamawa: G2, G4, G5, G12) \| \| \| \| \| \| Mbum–Day (ex-Adamawa: G6, G13, G14, & Day) \| \| \| \| \| \| Bambúquico (ex-Adamawa: G7, G9, G10) \| \| \| \| \| \| Waja-Kam (ex-Adamawa: G1, G8) \| \| \| \| \| \| ? Baa (ex-Kwa) \| \| \| \| \| \| Gbaya (ex-Ubangui) \| \| \| \| |
|          | Gur central |
|          | |
|          | Kulango ("Kulango–Lorhon": ex-Gur) |
|          | |
|          | Bariba ("Baatonũ": ex-Gur) |
|          | |
|          | Vyemo (ex-Gur) |
|          | |
|          | Tyefo (ex-Gur) |
|          | |
|          | Wara–Natyoro (ex-Gur) |
|          | |
|          | Tusya ("Win": ex-Gur) |
|          | |
|          | Chamba–Mumuye o Leko-Nimbari (ex-Adamawa: G2, G4, G5, G12) |
|          | |
|          | Mbum–Day (ex-Adamawa: G6, G13, G14, & Day) |
|          | |
|          | Bambúquico (ex-Adamawa: G7, G9, G10) |
|          | |
|          | Waja-Kam (ex-Adamawa: G1, G8) |
|          | |
|          | ? Baa (ex-Kwa) |
|          | |
|          | Gbaya (ex-Ubangui) |
|          | |

La lengua cuasiextinta oblo se dejó como inclasificada dentro del Adamawa, pero no ha sido reincluida en las lenguas sabánicas. Kleinewillinghöfer et al. (2012) señalan que la reconstrucción de las clases nominales indican que el Tula–Waja y el Leko–Nimbari (y posiblemente otros grupos Adamawa) de hecho pertenecen al grupo gur central, y que el sistema reconstruido puede rastrearse en bantú, senufo, tyefo, vyemo, tusya y "Samu".

## Comparación léxica
Los numerales en diferentes lenguas sabánicas son:
| GLOSA | PROTO- GUR   | Kulango   | Bariba (Baatonum) | Tyefo (Tiéfo) | Wara           | PROTO- TUSYA | PROTO- Lek.Nim. | PROTO- BAMBÚK. | PROTO- WAJA | PROTO- GBAYA | PROTO- SABÁNICO |
| ----- | ------------ | --------- | ----------------- | ------------- | -------------- | ------------ | --------------- | -------------- | ----------- | ------------ | --------------- |
| '1'   | *dig-/ *-dum | tàː/ tã̀ː  | tía               | dɛ̃̀            | púwò           | *nuk-        |                 |                | *win        | *kp͡ó- / nd͡áŋ | *di-            |
| '2'   | *lia/ *-ɲo   | bɪlà/ ɲʊ̀ː | ì-ru              | jɔ̃            | bǒ             | *ni(ŋ)no     | *i-rõ           |                | *yo-rɔb     | *bùà         |                 |
| '3'   | *tãːri       | sã̀ː       | ì-ta              | sã́            | tĩ́             | *tõːno       | *tãːri          | *taːrə         | *taːr       | *tà(ː)r(è)   | *tãːri          |
| '4'   | *naːsi       | naʔ       | ǹ-nɛ              | ʔuʔɔ̃́          | náːsú          | *-yãh        | *naːro          | *ɲə-           | *naːr       | *ná(ː)r(á)   | *naː-           |
| '5'   | *nom-        | tɔ        | nɔːbù             | kã̀            | sùsú           | *kʷa-lo      | *noŋ            | *nɔ-           | *nu-        | *mɔ̀ːrkɔ̰́      | *nɔ-            |
| '6'   | *-lo-du      | 5+1       | 5+1               | 5+1           | sírìpò         | *kʷ-nuk-     | *5+1            | *5+1           | *nukun      | *5+1         | *5+1            |
| '7'   | *-lo-pɛ      | 5+2       | 5+2               | 5+2           | súrũ̌tó/ sínĩ̀tó | *kʷa+ni(ŋ)no | *5+2            | *5+2           | *nibir      | *5+2         | *5+2            |
| '8'   | *-lo-tãːri   | 5+3       | 5+3               | 5+3           | sĩ̂tĩ́           | *kʷa+tõːno   | *5+3            | *5+3           | *naːrɨb     | *5+3         | *5+3            |
| '9'   | *10-1        | 5+4       | 5+4               | 5+4           | sĩ̂náːsú        | *kʷa+yãh     | *10-1/ *5+4     | *5+4           | *tur-kʷab   | *5+4         | *5+4            |
| '10'  | *pi(ː)       | nùːnu     | ɔkuru             | tamʷúá        | kã̀ːsá          | *gbam        | *kob            | *ku-           | *kʷab       | *ɓukɔ        |                 |